# You’ll See
«You’ll See» (с англ. — «Ты увидишь») — песня американской певицы, автора песен, продюсера, актрисы и танцовщицы Мадонны. Песня является первым синглом, с альбома 1995 Something to Remember. Он был выпущен 13 октября 1995 Warner Bros. Records.

## Информация о песне
Песня стала международным хитом: #1 в Японии и Испании, #2 в Финляндии, #5 в Италии, #2 в ЮАР и #6 в США. В Великобритании #5. Испанская версия композиции названа «Verás».

## Клип
Клип на композицию «You’ll See» был сделан Майклом Хауссманом как продолжение клипа «Take a Bow». Мадонна изображена путешествующей через Испанию в дизайнерской одежде Versace и преследуется презираемым ею испанским тореро — матадором (его роль исполнил Emilio Muñoz). Клип снимался в Лондоне 23—24 октября 1995. Премьера видео состоялась на MTV 2 ноября 1995.

## Позиции в хит-парадах
| Хит-парад (1995)                    | Место |
| ----------------------------------- | ----- |
| Австралия (ARIA)                    | 9     |
| Австрия (Ö3 Austria Top 40)         | 5     |
| Бельгия/Фландрия (Ultratop 50)      | 45    |
| Бельгия/Валлония (Ultratop 50)      | 11    |
| Canada (RPM)                        | 2     |
| Финляндия (Suomen virallinen lista) | 2     |
| Франция (SNEP)                      | 24    |
| Italy (FIMI)                        | 5     |
| Нидерланды (Single Top 100)         | 20    |
| Новая Зеландия (Recorded Music NZ)  | 17    |
| Швеция (Sverigetopplistan)          | 6     |
| Швейцария (Schweizer Hitparade)     | 8     |
| Великобритания (OCC UK Singles)     | 5     |
| США (Billboard Hot 100)             | 6     |
| США (Billboard Pop Airplay)         | 7     |

| Хит-парад (1995)      | Место |
| --------------------- | ----- |
| Italian Singles Chart | 21    |

| Чарт (1996)          | Место |
| -------------------- | ----- |
| US Billboard Hot 100 | 51    |

| Регион                                                      | Сертификация | Продажи  |
| ----------------------------------------------------------- | ------------ | -------- |
| Великобритания (BPI)                                        | Серебряный   | 322,000  |
| США (RIAA)                                                  | Золотой      | 500 000^ |
| ^ Данные о тиражах приведены только на основе сертификации. |              |          |